# Bruggmanniella braziliensis
Bruggmanniella braziliensis är en tvåvingeart som beskrevs av Tavares 1909. Bruggmanniella braziliensis ingår i släktet Bruggmanniella och familjen gallmyggor. Inga underarter finns listade i Catalogue of Life.